# 臨風高歌
《臨風高歌》是1980年代中華電視台（華視）大型綜藝節目，華視關係企業華廣傳播製作，1980年開播，1983年停播，是華視專為高凌風打造的綜藝節目。新加坡播映權由新加坡廣播局購得，於第八波道播出。

## 工作人員表
（綜合1981、1982、1983年版字幕）
- 製作公司：華廣傳播。
- 製作人：廖守義（華廣傳播）→梁志、王韞華。
- 策劃：金寶。
- 主持人：高凌風。
- 編劇：董美清、范蘭香。
- 和聲：阿珠阿花（高凌風專屬和聲，字幕未列名）、知音合唱團。
- 編審：孫儀、汪石泉。
- 燈光：李獅。
- 攝影：楊永桂、王雲海、趙玉健。
- 樂隊：華視大樂隊。
- 樂隊指揮：詹森雄。
- 音樂設計：馬毓琦。
- 技術指導：劉靜濤。
- 美術指導：唐慶民。
- 導播：林義雄。

## 主題曲
1982年，《臨風高歌》啟用主題曲，葛元慧（高凌風胞姊）作詞，張定元（丹尼）作曲，阿珠阿花主唱，以高凌風歌曲曲名與高凌風稱號「青蛙王子」串成歌詞：
姑娘的酒窩 呀泡菜的故事
一朵野菊花 呀一雙大眼睛
今天看青蛙 大家哈哈哈哈
【間奏】
一個小故事 呀愛你比海深
我的心上人 呀就是不一樣
今天看青蛙 大家哈哈哈哈
【間奏】
惱人的秋風 呀愛情像大海
燃燒吧火鳥 呀冬天一把火
今天看青蛙 大家哈哈哈哈
【間奏】
方磚的路上 呀我想認識你
夏天的浪花 呀不說一句話
今天看青蛙 大家哈哈哈哈
哈————！

## 播出時間

### 首播
| 頻道 | 所在地 | 播映日期 | 播出時間           |
| ---- | ------ | -------- | ------------------ |
| 華視 | 臺灣   | 1983年   | 每週六 19:30-20:00 |

## 獎項
| 年份   | 頒獎典禮     | 獎項名稱             | 得獎作品     | 結果 | 電視台     |
| 1983年 | 第18屆金鐘獎 | 電視金鐘獎綜藝節目獎 | 《臨風高歌》 | 獲獎 | 中華電視台 |

## 影響
1996年10月31日，華視播出25週年台慶特別節目《攜手共度1/4世紀：華視25週年台慶晚會》，高凌風進場時，華視大樂隊演奏《臨風高歌》高凌風進場及每段結束前的音樂。
現今包括華視在內並未重播《臨風高歌》，2014年2月高凌風逝世後華視新聞短暫公開《臨風高歌》片段，2021年2月5日華視新聞公開沈雁上《臨風高歌》片段。
2015年，藝術家蘇匯宇以《臨風高歌》為素材，在臺北市西門町鳳凰大歌廳拍攝錄像裝置作品《臨風高歌》，舞台中央坐著一位失憶落寞、宛如幽靈的「高凌風」。